# Uzbekistans damlandslag i volleyboll
Uzbekistan damlandslag i volleyboll  representerar Uzbekistan i volleyboll på damsidan. Laget organiseras av Uzbekistans volleybollförbund. Det har deltagit vid asiatiska mästerskapen vid flera tillfällen, som bäst har de blivit sexa, vilket de blev 1993 och 1997.

### Fotnoter
1. 1 2 3 4 5  ”Asian senior women volleyball championship” (på engelska). Asian Volleyball Confederation. https://asianvolleyball.net/new/asian-senoir-women-volleyball-championship/. Läst 11 februari 2023.
2. ↑  ”AVC Women's Volleyball Challenge Cup 2022 Thailand - Results, fixtures, tables and stats - Global Sports Archive” (på engelska). https://globalsportsarchive.com/competition/volleyball/avc-womens-volleyball-challenge-cup-2022-thailand/final-round/68062/. Läst 18 januari 2025.
3. ↑  ”Islamic Solidarity Games Women - Standing” (på engelska). Turkiets volleybollförbund. https://tvf-web.dataproject.com/CompetitionStandings.aspx?ID=85&PID=165. Läst 15 februari 2023.
4. ↑  hamrokhelkud (18 maj 2023). ”CAVA Women's Challenge Cup 2023” (på engelska). https://www.hamrokhelkud.net/tournaments/cava-womens-challenge-cup-2023/. Läst 18 januari 2025.
5. ↑  Preechachan (26 juni 2023). ”VIETNAM CROWNED WINNERS OF AVC CHALLENGE CUP” (på engelska). https://asianvolleyball.net/new/vietnam-crowned-winners-of-avc-challenge-cup/. Läst 8 juli 2023.
6. ↑  ”Bulltein No. 8” (på engelska). Asian Volleyball Confederation. https://asianvolleyball.net/new/wp-content/uploads/2023/09/Bulletin_No8_Sr.Women_.pdf. Läst 13 oktober 2023.
7. ↑  Senaste tillfället då någon kontrollerade att de inmatade tabelluppgifterna stämmer. Uppgifter kan ha matats in senare utan att kontrolleras av någon annan